# Släpvagn

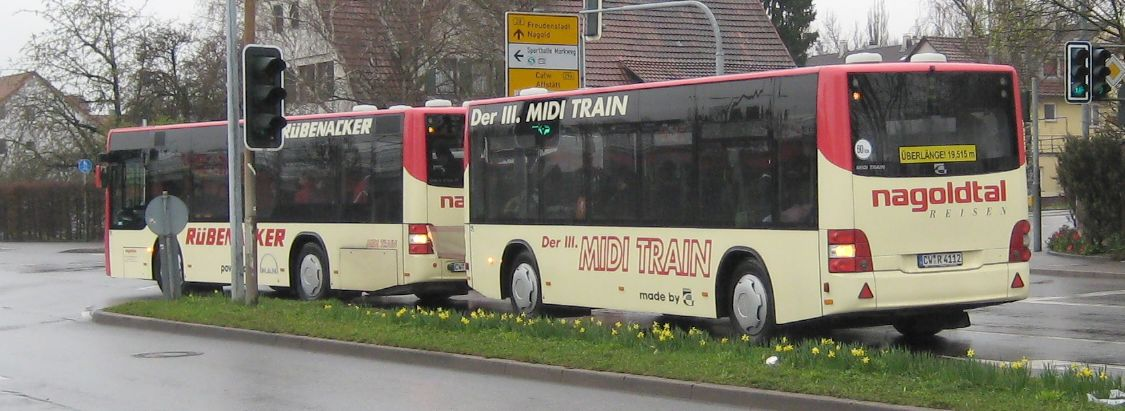
Busståg med en MAN-buss med Göppel-släpvagn

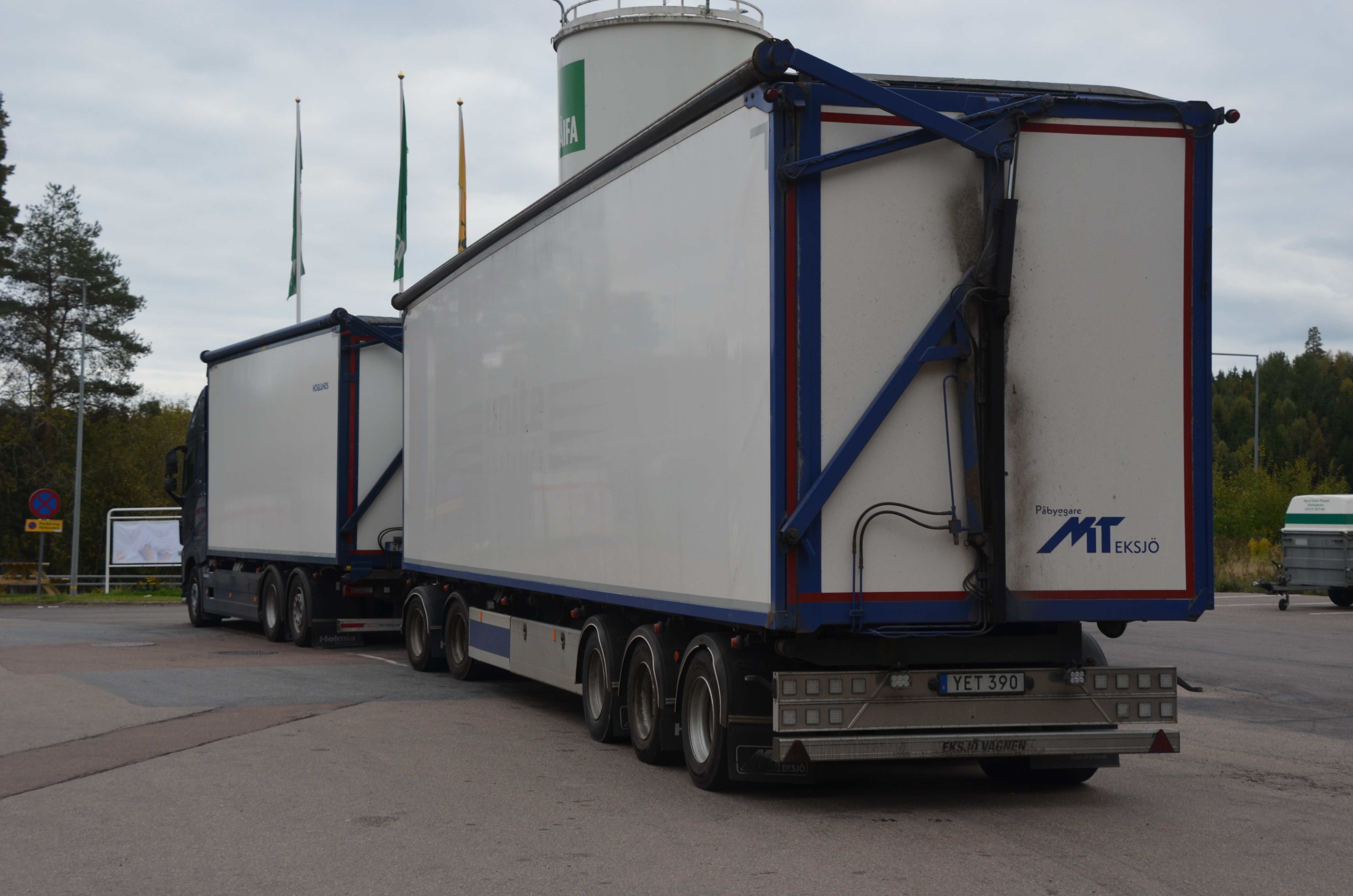
Släpvagn av märket Eksjövagnen, 12,5 meter lång, 2,5 meter bred, 2,5 meter hög med en lastvolym på 87 kubikmeter.

Släpvagn, eller släp, är hjulfordon utan motor, som är avsedda att dras efter motorfordon. Mellan släpvagn och drag
lfordon finns en draganordning. Släpvagnen är vanligen ett transportmedel, avsedd för väg - vägtrafikfordon. Om släpet saknar fjädring, eller inte är avsett för att transportera gods, kan det vara ett efterfordon (ibland kallat "30-släp"). Släpvagn kan även vara en spårvagn.
En släpvagn avsedd för vägtrafik är försedd med gummidäck och dras av ett dragfordon, exempelvis en personbil, lastbil eller buss.

## Typer av släpvagnar till vägfordon

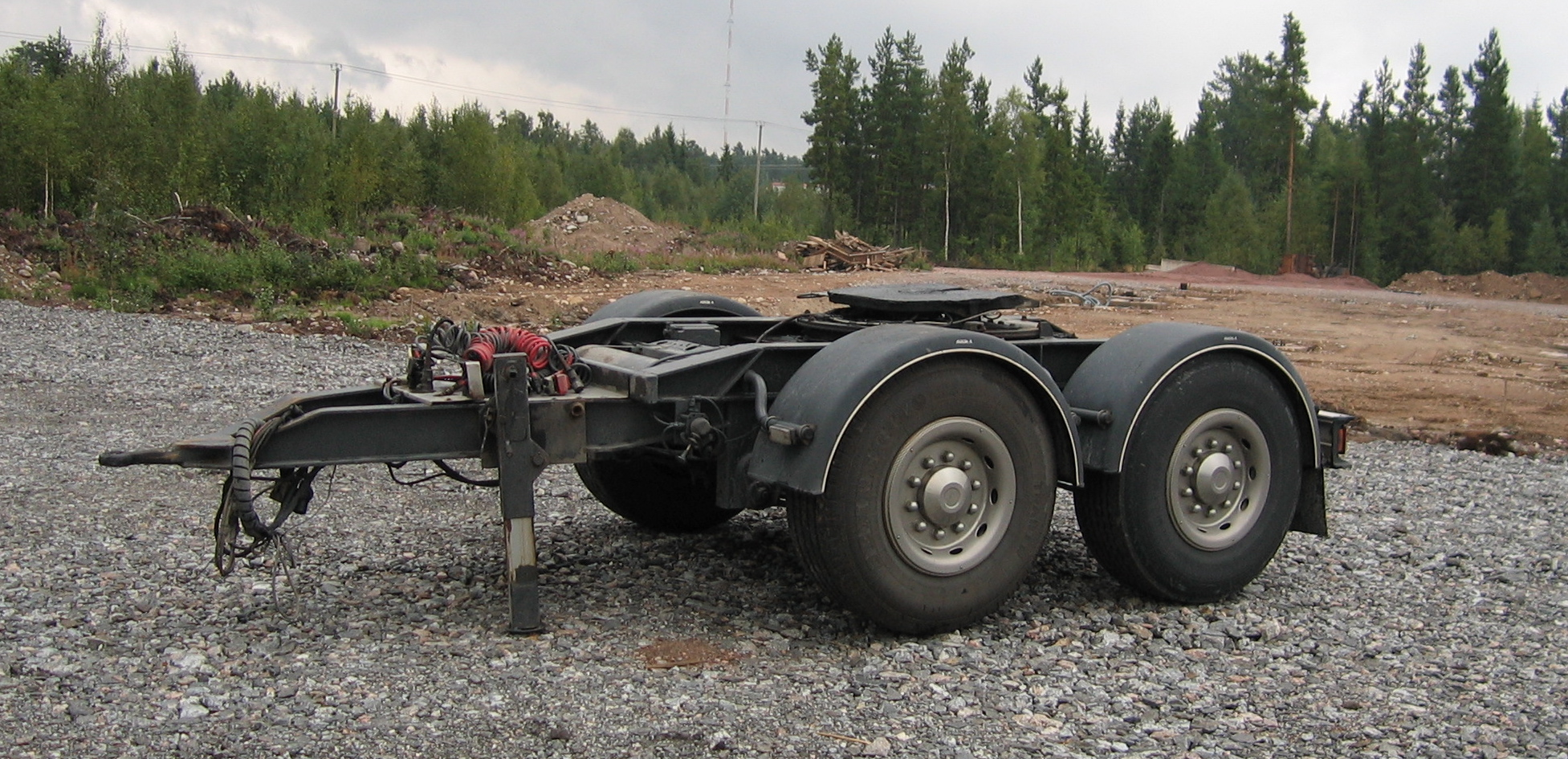
Dolly

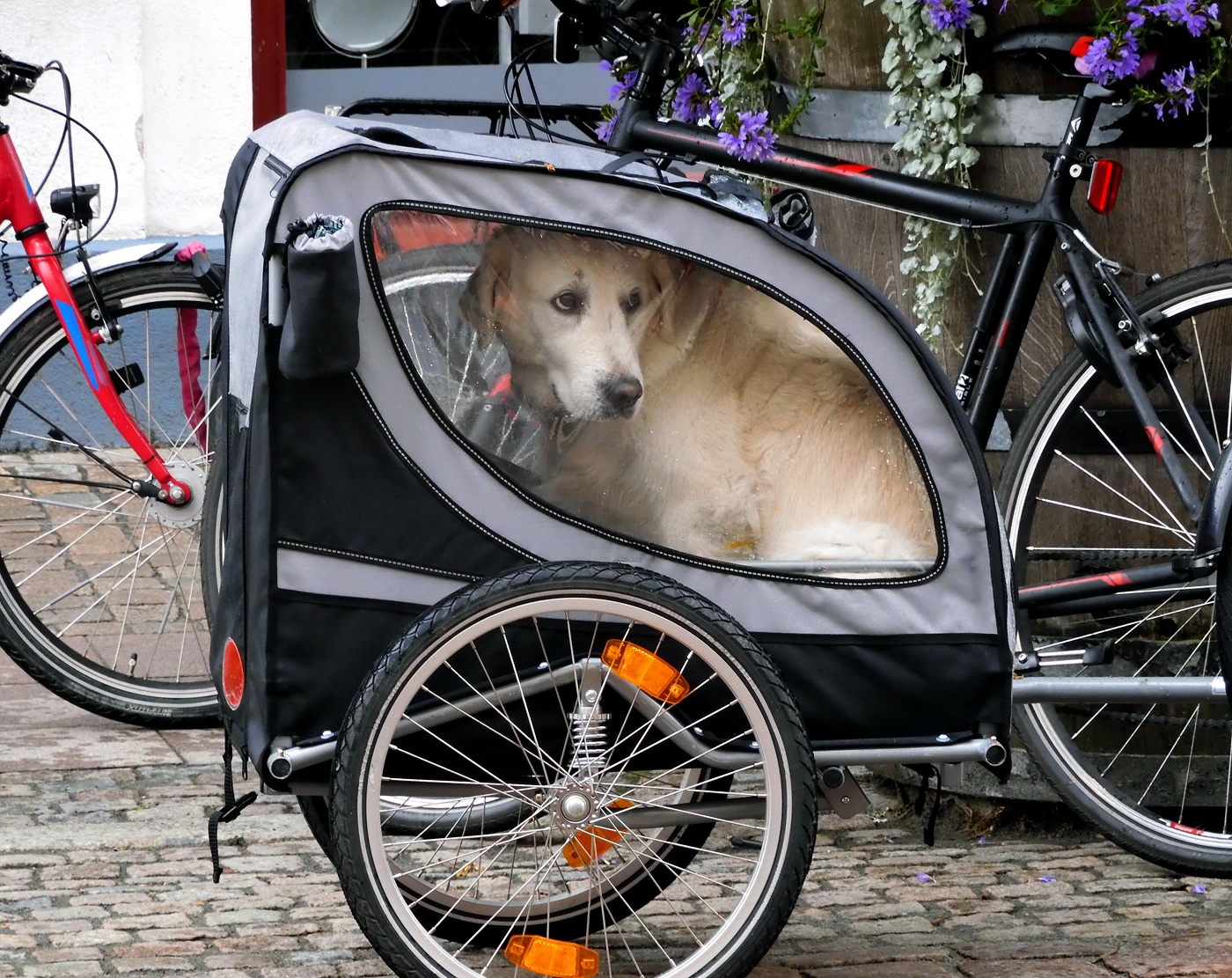
En släpvagn av typen cykelkärra för transport av hund.

- En egentlig släpvagn har minst två axlar och utövar en relativt liten vertikal belastning på bilens draginrättning.
- En släpkärra har en eller två axlar placerade ungefär på mitten, och utövar en större vertikal belastning på bilens draginrättning. Husvagnar fungerar enligt denna princip. Släpkärra kallas ofta "jigg", när den dras efter en tung lastbil.
- En semitrailer eller påhängsvagn , dras av speciell dragbil ("semitrailerdragare"). och klassas i den separata klassen påhängsvagn. Semitrailern dras av en trailerdragare, som är en lastbil med vändskiva, eller så hängs den på en dolly och dras efter en vanlig lastbil.
- Dolly. Är utrustad med en kopplingsanordning (vändskiva) så den kan fungera som en styraxel till en semitrailer så att denna fungerar som en egentlig släpvagn. Om dras utan påhängsvagn, räknas den som släpkärra.

## Svenska regler för släpvagnar

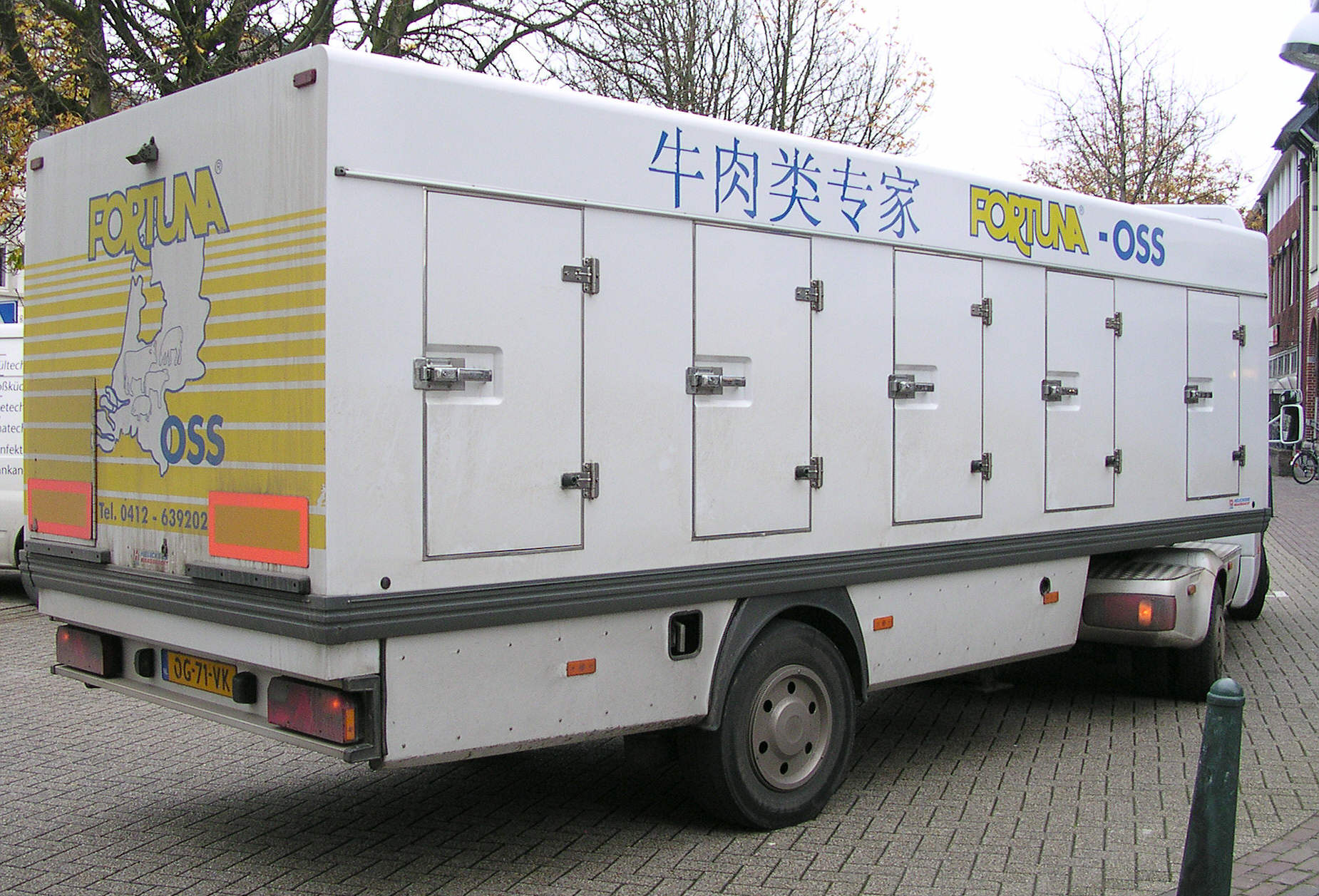
Den gula rektangulära reflexen med röd kant ska sitta på alla släpvagnar med totalvikt över 3,5 ton.

Högsta tillåtna hastighet för bromsad släpvagn är 80 km/h. Obromsad släpvagn får köras i högst 80 km/h om släpvagnens totalvikt inte överstiger bilens halva tjänstevikt, eller om släpvagnen är olastad och dess tjänstevikt inte överstiger bilens halva tjänstevikt. Högsta tillåtna hastighet för obromsad släpvagn är i övriga fall 40 km/h.
Har man körkort för personbil (behörighet B) får man dra följande bromsade släp med personbil eller lätt lastbil som dragfordon:
- Om släpets totalvikt inte överstiger 750 kg
- Om släpet har en högre totalvikt än 750 kg, under förutsättning att släpets och bilens sammanlagda totalvikter inte överstiger 3500 kg
- (Kravet att släpets totalvikt inte får överstiga bilens tjänstevikt togs bort 19 januari 2013)

För att få dra tyngre släp än de som nämns ovan (med personbil eller lätt lastbil) gäller följande:
- Om släpets och dragfordonets sammanlagda totalvikter inte överstiger 4250 kg krävs utökad B-behörighet, s.k. B.96
- Om släpets och dragfordonets sammanlagda totalvikter överstiger 4250 kg, krävs BE-behörighet. Släpets totalvikt får inte överstiga 3500 kg.
  - Körkort med behörighet BE som är utfärdat före den 19 januari 2013 ger fortsatt rätt att dra släp oavsett vikt.
- Om fler än ett släp ska dras krävs BE-behörighet. Släpens sammanlagda totalvikt får inte överstiga 3500 kg.

I vissa fall kan en bil dra flera släpvagnar. Så är till exempel fallet när en semitrailer kopplas till en dolly, som i sin tur dras av en lastbil. En annan tänkbar kombination är dragbil + semitrailer + släpkärra. En sådan fordonskombination får i Sverige, under vissa omständigheter, vara 25,25 meter lång. Krav finns att kombinationen inte får ha mer än två ledpunkter om hastigheten skall överstiga 40 km/h.
Semitrailrar får en ökad betydelse eftersom de lätt kan lastas över till järnväg vid längre transportsträckor. Se järnvägsstation.

## Släpvagn i spårbunden trafik

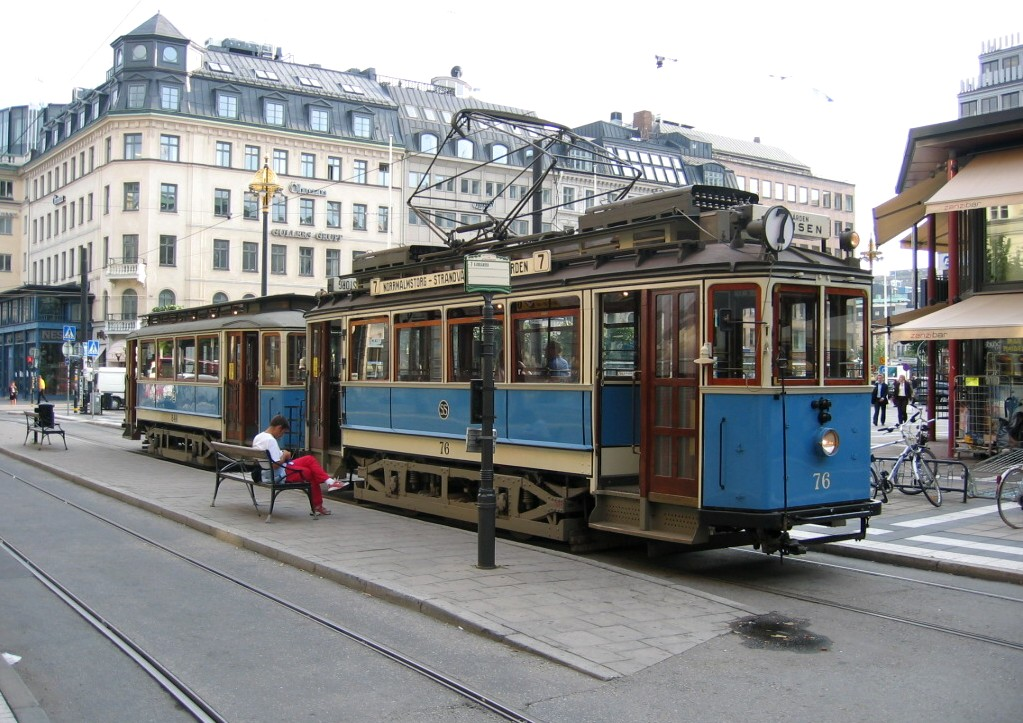
Veteranspårvagn med tillkopplad släpvagn. Lägg märke till att släpvagnen helt saknar strömavtagare.(Norrmalmstorg, Stockholm)

Släpvagnar kan finnas på spårvägar och i motorvagnståg på järnväg. 
De första släpvagnarna var ofta tidigare hästspårvagnar, som blev över när spårvägen elektrifierades. Senare släpvagnar utformades i stort sett som motorlösa och förarplatsfria motorvagnar av motsvarande modell. Elektrisk ström och ibland tryckluft överfördes till släpvagnen genom ledningar från motorvagnen.
En släpvagn med förarplats kallas vanligen för manövervagn.